# Giovanni Battista Michelini
Giovanni Battista Michelini (Foligno, 1606 - 1679) foi um pintor italiano do período barroco.